# Ventas de Huelma (kommunhuvudort)
Ventas de Huelma är en kommunhuvudort i Spanien.   Den ligger i provinsen Provincia de Granada och regionen Andalusien, i den södra delen av landet, 400 km söder om huvudstaden Madrid. Ventas de Huelma ligger 858 meter över havet och antalet invånare är 659.
Terrängen runt Ventas de Huelma är kuperad åt sydväst, men åt nordost är den platt. Terrängen runt Ventas de Huelma sluttar norrut. Runt Ventas de Huelma är det ganska tätbefolkat, med 58 invånare per kvadratkilometer. Närmaste större samhälle är Armilla, 19,2 km öster om Ventas de Huelma. Trakten runt Ventas de Huelma består till största delen av jordbruksmark.